# Museo del Bolso
El Museo del Bolso (trad.: Museu de la Bossa) és un lloc web creat a Alacant, País Valencià l'1 de maig de 2008 dedicat a difondre la cultura de la moda i el disseny de la bossa de mà com a complement del vestit. Tot el material exhibit està catalogat i emmagatzemat amb la finalitat de fundar un museu obert al públic. El lloc pretén ser d'ajuda per a dissenyadors i estilistes que busquen, en el passat, les fonts d'inspiració per als dissenys actuals.
El Museu és una organització sense finalitats de lucre que, amb sol·licitud prèvia, fa trasllats de material per a exposicions a llocs definits. Pel treball continuat de col·laboració amb el disseny, la moda de la bossa i la difusió de la història d'aquest complement com a font d'inspiració a dissenyadors i estudiosos, l'any 2016 se li va atorgar el guardó Didal d'Or

## Organització del Museu

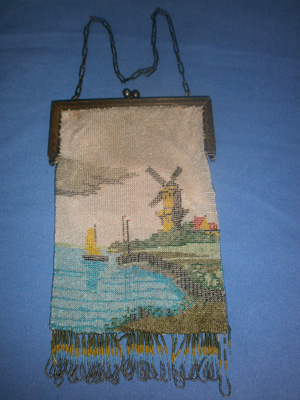
Bossa brodada escènica "Molí de Wijk" obra del pintor neerlandès Jacob van Ruisdael.

El Museu virtual de la Bossa està organitzat en huit seccions que integren una sèrie de bosses representatives de cada període o classe.
- Bolsos hasta 1910, bosses des del Neoclassicisme fins a l'anomenada Belle Époque. Ací es presenten les bosses que en la seua majoria són brodades a mà o amb granadures metàl·liques, també diverses bosses o almoineres, o bosses de fusta.
- Bolsos desde 1911 hasta 1935, amb peces pertanyents al Art Nouveau i Art decó, peces d'èpoques que van ser immortalitzades per alguns pintors impressionistes del París de principis del segle xx.
- Bolsos desde 1936 hasta 1946, influències recollides de la depressió que va produir la segona guerra mundial, les bosses de gran sobrietat i que són recordats com a exponent d'uns temps de gran crispació social i política.
- Bolsos desde 1947 hasta 1965, on l'elegància en el disseny torna a ser una constant, amb vistosos colors, en molts casos i alegres dissenys.
- Bolsos a partir de 1966, anys en els quals impera la lliure interpretació de la moda i fins i tot la volta a estils passats, concordes també amb el vestit i començant una presència important en les passarel·les de tot el món.
- Bolsos con historia, en el qual es pot observar una sèrie de bosses que ens parlen de personatges o fets importants de la vida social, destaca una bossa dedicada pel torero espanyol Manolete i pel torero a cavall Álvaro Domecq, bosses que van ser o van pertànyer a polítics i personatges importants dels segles xvii al XX, com una bossa del Coronel Cap de la guàrdia personal del President de Mèxic o un de pertanyent a un despatx d'advocats procedent de la mateixa ciutat i amb la mateixa antiguitat on va exercir l'advocacia Abraham Lincoln.
- Bolsos étnicos, pertanyents a altres pobles i cultures, pràcticament dels cinc continents.
- Bolsos exóticos, realitzats amb materials estranys o que contenen alguna extravagancia o exotisme, com el fet d'haver-se realitzat amb la pell d'animals extingits o en vies d'extinció, o bosses fetes amb l'escorça d'alguns fruits tropicals.[3]

En cadascuna d'aquestes seccions només es presenten bosses representatives de l'any o l'època a la qual van pertànyer i per mitjà de les fitxes que apareixen al costat de cada fotografia de la bossa, es pot valorar la moda o el disseny de cada període.

## Breu història de la bossa
Es desconeix amb exactitud des de quan existeixen les bosses, ja que no s'han conservat referències històriques que reflectisquen amb veracitat la data de la seua creació. En la prehistòria s'usaven instruments similars, això es dedueix d'algunes pintures rupestres trobades en què s'aprecien dibuixos de figures femenines portant objectes semblants a bosses. Possiblement l'home nòmada haguera desenvolupat la bossa per poder transportar l'aliment que caçava o recol·lectava durant els seus desplaçaments; per a la qual cosa usava la pell dels animals que consumia.
En l'antic Egipte ja s'emprava la bossa, alguns gravats oposats en tombes funeràries, també apareix en civilitzacions que van ocupar part d'Europa, com la celtibera.
Els romans usaven la bossa que anomenaven "bursa", al segle I a.C. Es tractava d'una simple bossa que portaven tant les dones com els homes. En l'Edat Mitjana les bosses eren usades per dones i homes, es confeccionaven amb la mateixa tela del vestit, en el cas de les dames, mentre que en els homes s'emprava cuir, i es lligaven a la cintura.

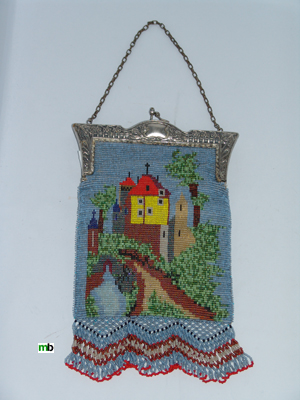
Bossa escènica brodada amb cristalls de múltiples colors

La revolució en la moda d'aquest complement arribaria amb el segle xx, a partir de mitjan segle anterior, quan els dissenyadors de roba comencen a combinar-la amb la bossa. Els anys 20, amb la creació dels dissenys de Coco Chanel, la dona adquireix una altra dimensió al món del disseny i de la moda. A partir d'aquest moment apareixen els grans dissenyadors de roba, que no obliden el complement de la bossa. La dona fa d'aquesta peça un element insubstituïble en la seua indumentària i, la "força de la bossa", es reafirma amb els dissenys de Christian Dior, Gucci, Loewe, Louis Vuitton, entre d'altres.
Actualment, la bossa segueix considerant-se el principal complement del vestit, juntament amb el calçat, però apareixen altres materials que, encara que són menys nobles que la pell (cas del plàstic), són utilitzats pels dissenyadors més importants de moda, que creen línies molt agressives que llueixen les persones més joves.

## Visites
El Museo del Bolso, de moment, és solament un Museu virtual, per tant els visitants es registren a través de l'administrador de l'allotjament de la pàgina i es resumeixen en una sèrie d'estadístiques diàries de visitants únics; a la totalitat de pàgines o per demarcacions geogràfiques, així podem conéixer a cada moment el nombre de persones que entren en el Museu i les pàgines que visiten. La popularitat del Museo del Bolso, entre altres aspectes, ve donada pels visitants que té i aquests, cada dia, augmenten de forma progressiva.
També podem conéixer la ubicació geogràfica dels visitants a la pàgina del Museu.

## Activitats del museu
- Fòrum: Lloc per presentar dubtes sobre la història de la bossa contestades pel personal del museu.
- Notícies: Totes les notícies relacionades a la moda de la bossa, Museu o sobre el sector marroquiner.
- Exposicions: Sol·licitud per a trasllats de material d'exposició a llocs definits. Les col·leccions que poden ser exposades de forma temporal són: Bolsos con encanto; Bolsos de la Belle Époque i El Bolso en los últimos siglos. En aquestes col·leccions, el Museu de la Bossa trasllada un conjunt de peces que estan dins dels períodes compresos.

## Exposicions
- El dia 24 de febrer de 2011, el Museo del Bolso va traslladar una part dels seus fons a l'exposició que sobre "La Història de la Bossa" es va realitzar al marc del Palauet situat en el Passeig de Gràcia de Barcelona[8][9]
- La Sociedad Cultural Casino Eldense de la ciutat d'Elda (Vinalopó Mitjà), va presentar l'exposició de bosses del Museo del Bolso, a la sala d'exposicions d'aquesta entitat, des del 5 al 25 de setembre de 2011, sota el lema "El Bolso, el poder de un complemento"[10]
- L'Associació Cultural Rafael Altamira d'El Campello (l'Alacantí) va organitzar una exposició de bosses antigues durant els dies 29 de setembre al 2 d'octubre de l'any 2011, a la Casa de Cultura de la població marinera, on es van mostrar un total de 150 bosses sota el lema "El Bolso. De la necesidad a la elegancia". El dia de la inauguració, el director tècnic del Museo del Bolso, va oferir una conferència titulada "La Historia del Bolso".[11]

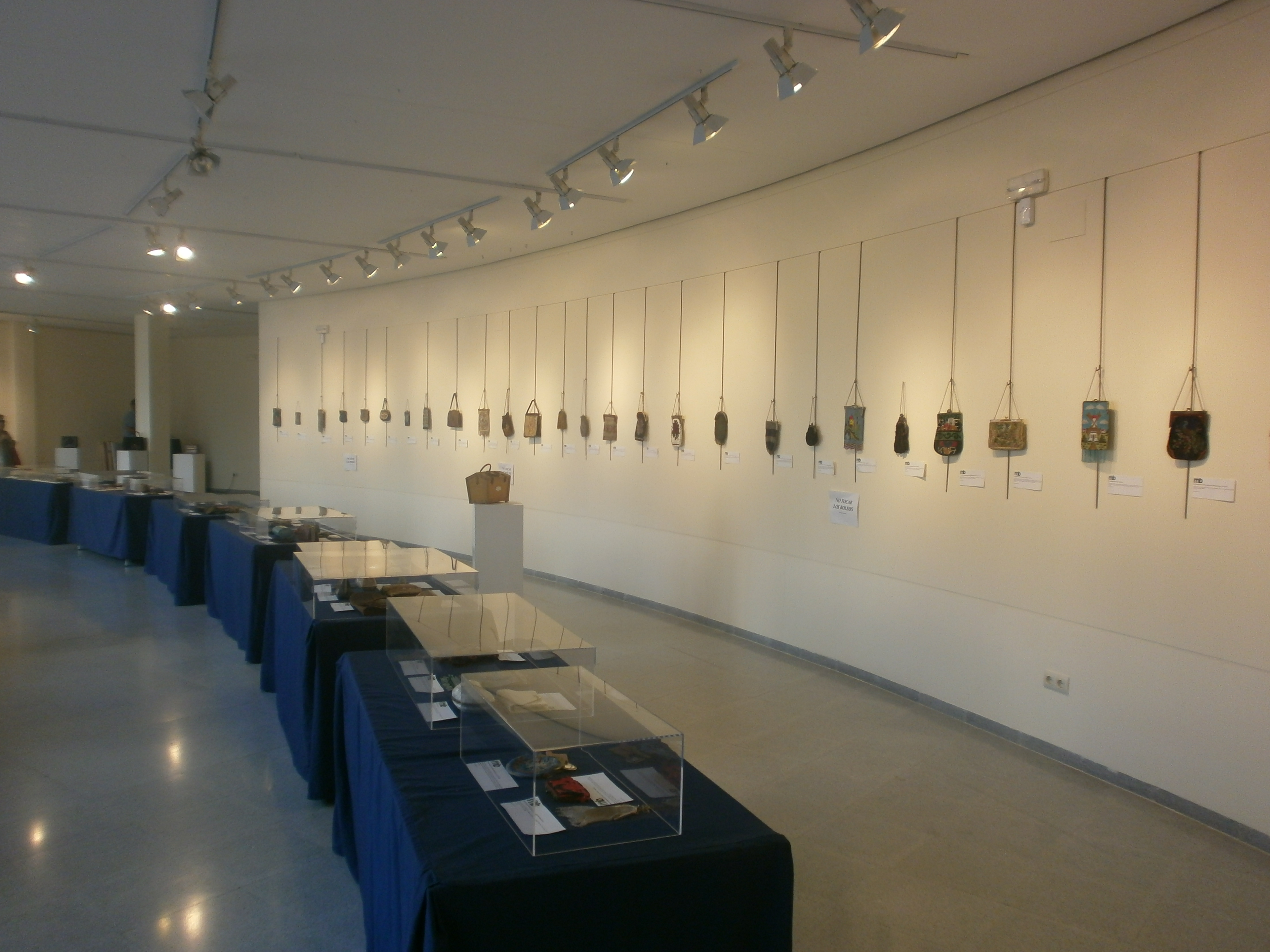
Exposició a la Casa de Cultura d'El Campello

- Durant els dies 22 i 23 de març de 2017, es va presentar una col·lecció de bosses antigues al pavelló d'IFA amb motiu de la Fira FUTURMODA 2017.[12] Detall de l'exposició de bosses antigues en FUTURMODA - Alacant

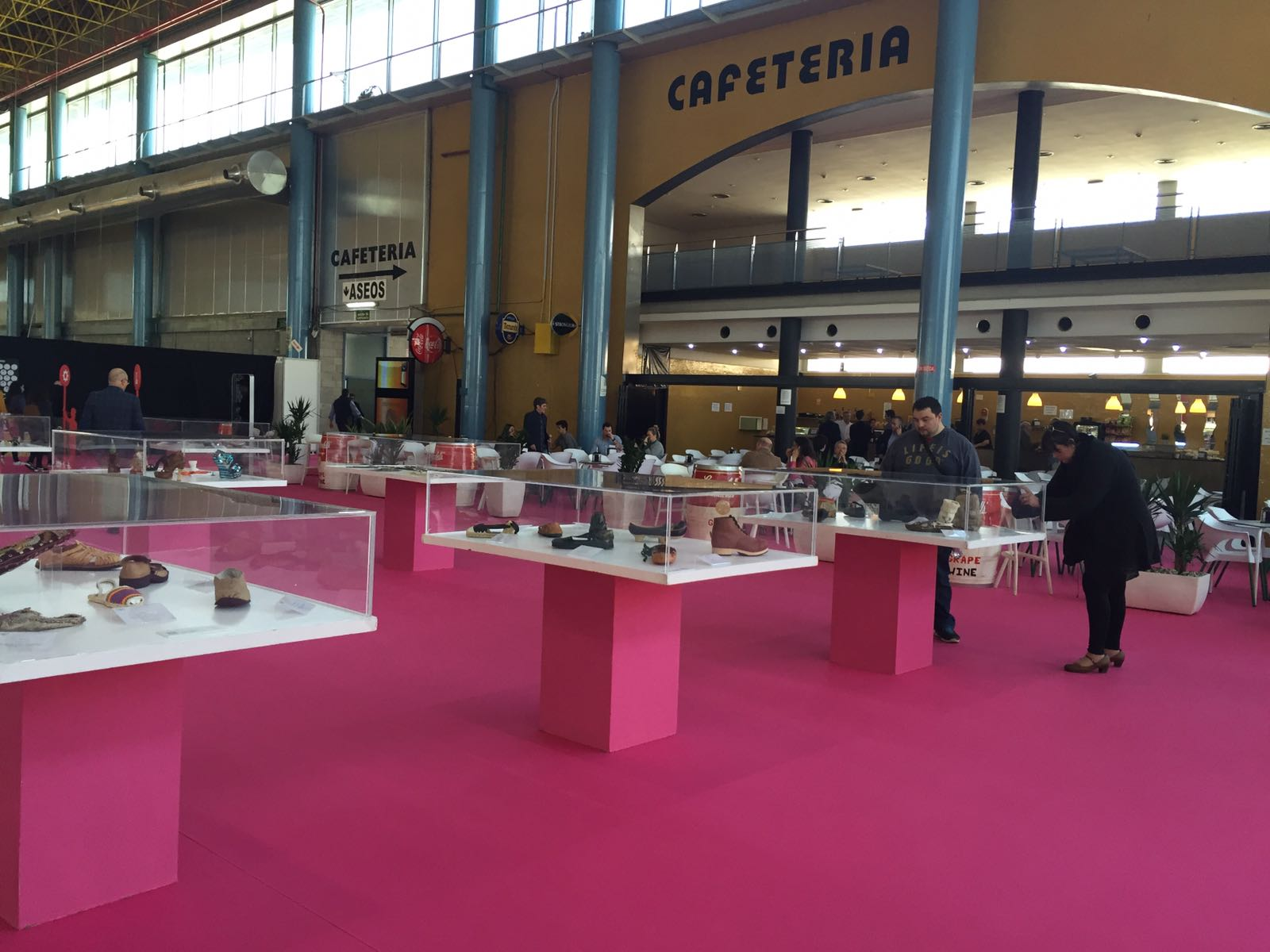
Detall de l'exposició de bosses antigues en FUTURMODA - Alacant

- Durant els dies 22 al 24 de setembre de 2017 es va presentar l'exposició "Bolsos con Historia" al pavelló 4 d'IFEMA - Madrid a la fira MOMAD Shoes del setembre de 2017[13]Mostra de l'exposició "Bolsos con Historia"

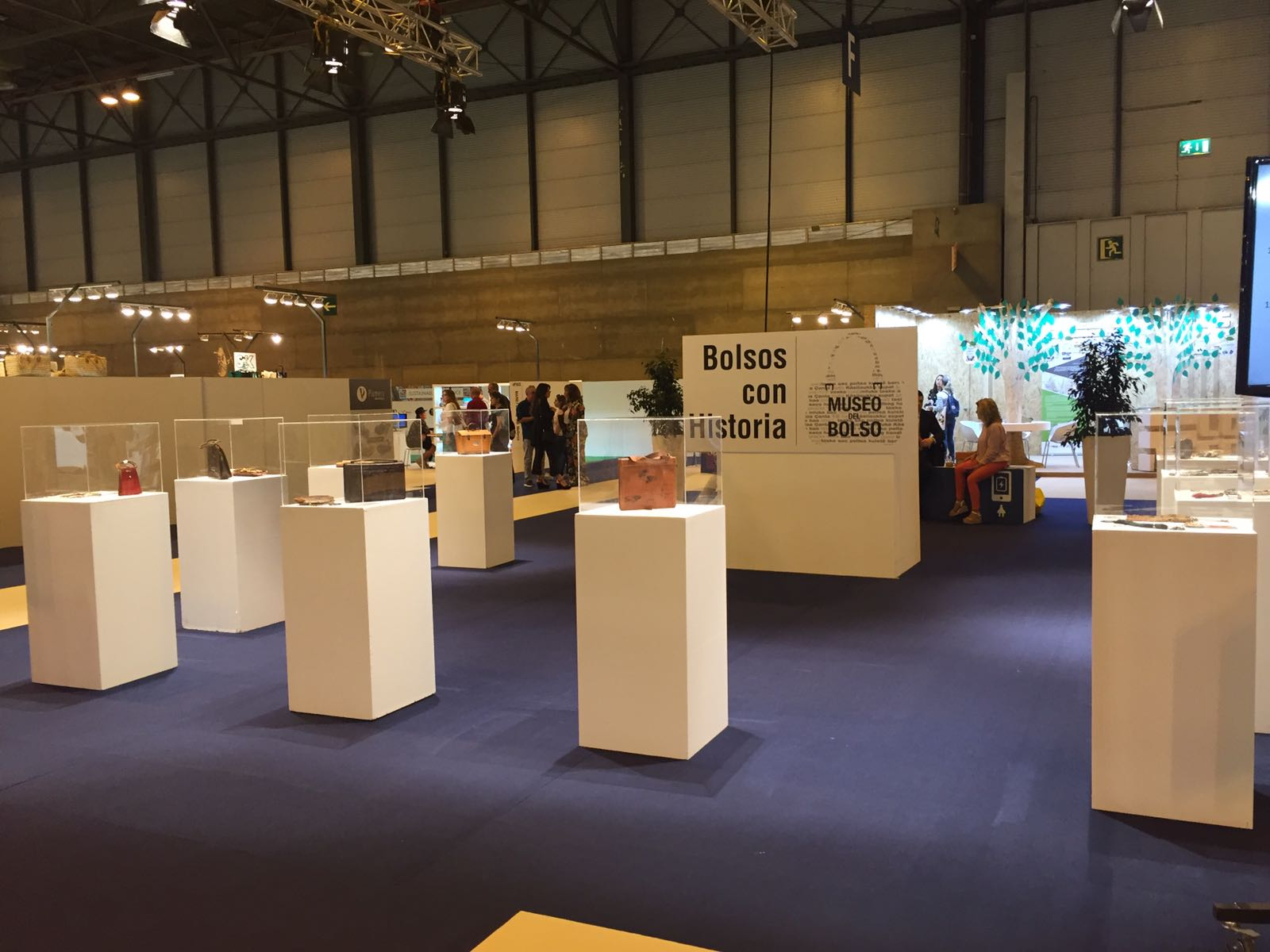
Mostra de l'exposició "Bolsos con Historia"

- Dels dies 2 al 4 de març de 2018 es va presentar l'exposició "Bolsos de la Belle Époque" al pavelló 4 d'IFEMA - Madrid, a la Fira MOMAD Shoes del març de 2018[14]
- Amb motiu del "Dia Internancional dels Museus", el 18 de maig de 2019, es va presentar una exposició al Museu del Calçat d'Elda, on es van mostrar diferents fons del Museo del Bolso.[15][16]